# Quotidiano donna
Quotidiano donna è un settimanale femminista pubblicato per la prima volta il 6 maggio 1978 a Roma, come supplemento al Quotidiano dei lavoratori di Avanguardia operaia.

## Storia
La prima redazione fu costituita da Emanuela Moroli, direttrice responsabile, Chantal Personé, e Marina Pivetta alle quali si aggiunsero in seguito Grazia Centola, Irene Agnello, Valeria Moretti, Evelina Muré, Virginia Onorato, Mariella Regoli, Oria Gargano, Loretta Bondi', Roberta Sibona.
Vi pubblicavano vignettiste come Ellekappa, Giuliana Maldini, Iscia e Monica Incisa.
La sede del giornale era in una delle stanze occupate di palazzo Nardini, in via del Governo vecchio 39, allora "Casa della donna" di Roma, sede di numerosi gruppi e collettivi femministi.
Gli articoli non erano firmati e non c'erano editoriali; il dialetto era usato anche nei titoli. La pubblicazione era in formato tabloid e rifiutava ogni forma di finanziamento e inizialmente anche la pubblicità, vivendo delle libere sottoscrizioni delle lettrici. Gli argomenti più presenti, insieme a quello delle violenze e delle discriminazioni subite dalle donne, erano sessualità, aborto e maternità.
Nel dicembre del 1978 cessò di essere un supplemento del Quotidiano dei lavoratori per divenire completamente autogestito. Nell'aprile del 1979 la redazione, insieme a quella di Effe, di Radio Lilith e di Noi donne, costituì un comitato per la promozione della legge di iniziativa popolare contro la violenza sessuale.
Nel dicembre 1979 nacque una seconda redazione del giornale a Milano cui collaborarono stabilmente Laura Aveta, Luisa Bonacina e Margherita Mezzan,  una a Venezia con Antonella Barina, e una stabilmente a Torino, presso la Casa delle Donne, con Maurizia Falone, Giusy Campo, Naila Clerici - 
già da tempo collaboratrici del settimanale - ed altre. 
Nello stesso periodo si decise per l'apertura alle inserzioni pubblicitarie, comunque selezionate.
Le pubblicazioni furono sospese dal giugno del 1980 al febbraio del 1981. Nel dicembre sperimentò l'uscita quotidiana, a cui seguì di fatto la chiusura definitiva come periodico settimanale. Con la chiusura del giornale la redazione milanese si rifondò in Cooperativa Quotidiano Donna Distribuzione il cui scopo, come da statuto, era la diffusione della cultura internazionale delle donne in tutti i campi ma con particolare riferimento al settore visivo. La Cooperativa organizzò un festival delle arti a Villa Litta nel giugno 1980, un incontro internazionale della stampa femminista a Palazzo Dugnani nel 1981 e sei rassegne di cinema delle donne, dal 1980 al 1986, con grande partecipazione di pubblico.
Il 5 marzo 1982, in occasione della Festa della donna, la redazione uscì di nuovo in edicola con uno speciale di ventiquattro pagine. Un secondo speciale fu ospitato su quattro pagine di Paese Sera, l'8 marzo del 1983.